# The Tourists

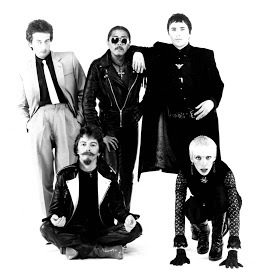
The Tourists

The Tourists war eine britische Pop- und New-Wave-Band, die von 1977 bis 1980 bestand und fast ausschließlich in der Heimat erfolgreich war.

## Bandgeschichte
Die Gitarristen David A. Stewart und Peet Coombes gründeten 1975 mit der Sängerin Annie Lennox ein Trio names The Catch (nicht identisch mit dem gleichnamigen Duo, das durch den Titel 25 Years bekannt wurde) und veröffentlichten die Single Borderline / Black Blood beim Label Logo Records. Nachdem 1977 der Bassist Eddie Chin und der Schlagzeuger Jim Toomey dazukamen, änderte die Band ihren Namen in The Tourists und produzierte drei Alben sowie mehrere Singles.
Den ersten Charterfolg hatte die Gruppe im Sommer 1979, als die Single Blind Among the Flowers auf Platz 52 der UK-Charts stieg. Während das dazugehörige Album The Tourists auf Platz 72 im Vereinigten Königreich nur mäßig erfolgreich war, fand die zweite Auskopplung The Loneliest Man in the World mehr Anklang und kam auf Rang 32.
Im November 1979 gelang mit dem Lied I Only Want to Be with You, im Original 1963 ein Hit für Dusty Springfield, der endgültige Durchbruch. Die Single kletterte bis auf Platz 4 der englischen Hitparade, das fast zeitgleich erschienene Album Reality Effect schaffte es auf Platz 23. Auch die zweite Auskopplung So Good to Be Back Home Again wurde im Februar 1980 auf Platz 8 zum Top-10-Hit.
Danach ließ der Erfolg der Gruppe nach. Das Album Luminous Basement und die Auskopplung Don’t Say I Told You So mussten sich mit unteren Charträngen zufriedengeben, weshalb sich die Band Ende 1980 trennte. Lennox und Stewart waren ab 1981 mit großem Erfolg als Eurythmics aktiv und wurden weltweit bekannt. Coombes und Chin bildeten ein Projekt namens Acid Drops.

## Diskografie

### Alben
- The Tourists, 1979
- Reality Effect, 1979
- Luminous Basement, 1980

### Kompilationen
- Should Have Been Greatest Hits (1984)
- Greatest Hits (1997)

### Singles
- Blind Among the Flowers (5/79)
- The Loneliest Man in the World (7/79)
- I Only Want to Be with You (10/79)
- So Good to Be Back Home (1/80)
- Don’t Say I Told You So (9/80)
- From the Middle Room (10/80)